# Čivičevac
Čivičevac är ett vattendrag i Kroatien. Det ligger i den nordöstra delen av landet, 90 km öster om huvudstaden Zagreb.